# Pseudungulats
Els pseudungulats (Pseudungulata) formen un clade de mamífers placentaris pertanyents al superordre Afrotheria. El grup inclou els tubulidentats i els penungulats.